# Jakub Urbanowicz
Jakub Urbanowicz (ur. 14 sierpnia 1993 w Olsztynie) – polski siatkarz, grający na pozycji przyjmującego.
Jego ojciec Leszek Urbanowicz był siatkarzem oraz reprezentantem kraju. Również jego bratanek Karol Urbanowicz jest siatkarzem.

## Sukcesy klubowe
Mistrzostwo I ligi:
- 2014
- 2015

Mistrzostwo Szwajcarii:
- 2021